# Macroglossinae

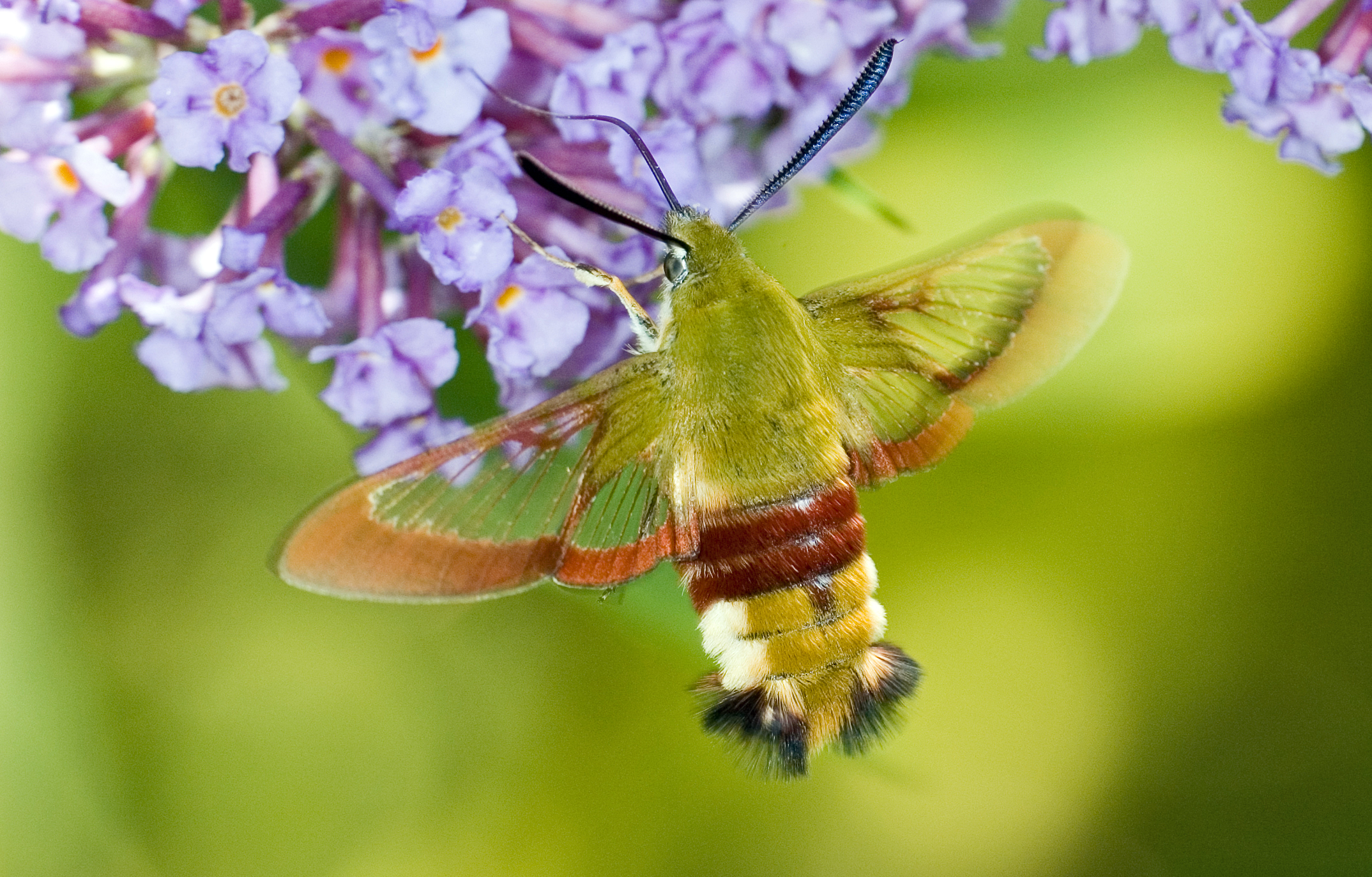
Hummelschwärmer (Hemaris fuciformis)

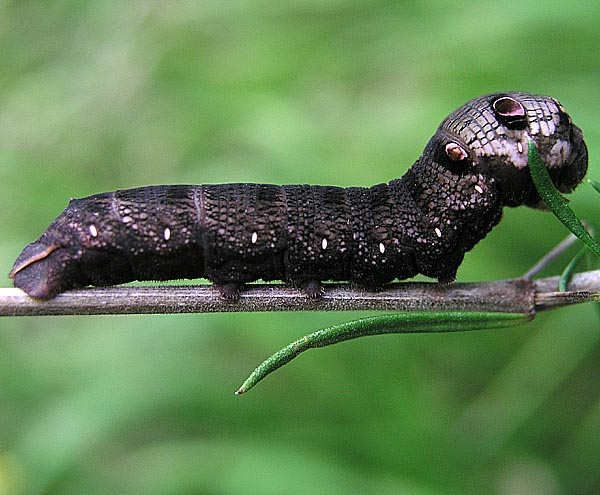
Raupe des Kleinen Weinschwärmers mit Augenflecken und reduziertem Analhorn

Die Macroglossinae sind eine Unterfamilie der Schwärmer (Sphingidae). Sie kommen weltweit mit etwa 600 Arten vor, 25 sind aus Europa bekannt, in Mitteleuropa kommen davon 13 Arten vor.

## Merkmale
Die Labialpalpen der Falter besitzen auf der Innenseite des ersten Segmentes feine Sinneshärchen. Die Männchen mancher Arten haben asymmetrisch geformte Genitalien. Deren Valven besitzen häufig eine oder mehrere Reihen von länglichen Schuppen. Die Tiere besitzen alle gut ausgebildete Saugrüssel. Bei einigen Gattungen der Choerocampini ist der Pilifer, eine Struktur, die sich aus dem Labrum ableitet, zu einem Ultraschallrezeptor weiterentwickelt.
Die Raupen haben eine kugelige Kopfkapsel. Viele Arten tragen auffällige Augenflecken am Thorax oder insbesondere am Hinterleib. Das Analhorn ist bei vielen Arten zu einem unauffälligen, flachen Fortsatz reduziert.

## Lebensweise
Innerhalb der Unterfamilie gibt es eine Reihe von Arten, die unüblich für Schwärmer tagaktiv sind. Dazu gehören alle Hemaris-, die meisten Cephonodes- und viele Macroglossum-Arten. Zu den Nahrungspflanzen gehört eine große Bandbreite an Pflanzen, die unter anderem zu den Hundsgiftgewächsen (Apocynaceae), Aronstabgewächsen (Araceae), Rosenapfelgewächsen (Dilleniaceae), Nachtkerzengewächsen (Onagraceae), Rötegewächsen (Rubiaceae) und Weinrebengewächsen (Vitaceae) gehören.
In Ruhestellung sind große Teile oder der gesamte Hinterleib unverdeckt und der Innenrand der Vorderflügel liegt entweder knapp am Hinterleib an, oder lässt nur eine kleine Lücke frei.

## Systematik
Im Folgenden werden die 86 derzeit der Unterfamilie zugeordneten Gattungen nach Kitching/Cadiou (2000) und sämtliche in Europa auftretenden, sowie ausgewählte weitere Arten gelistet. Die in Europa auftretenden Arten sind mit „E“ gekennzeichnet, die, die auch in Mitteleuropa vorkommen sind jeweils mit dem Länderkürzel (A, CH, D) versehen.

### Tribus Dilophonotini Burmeister, 1878

#### Subtribus Dilophonotina Burmeister, 1878
- Cautethia Grote, 1865
- Himantoides Butler, 1876
- Pachygonidia Fletcher, 1982
- Enyo Hübner, [1819]
- Aleuron Boisduval, 1870
- Unzela Walker, 1856
- Callionima Lucas, 1857
- Madoryx Boisduval, [1875]
- Stolidoptera Rothschild & Jordan, 1903
- Protaleuron Rothschild & Jordan, 1903
- Pachylia Walker, 1856
- Kloneus Skinner, 1923
- Pachylioides Hodges, 1971
- Oryba Walker, 1856
- Hemeroplanes Hübner, [1819]
- Nyceryx Boisduval, [1875]
- Baniwa Lichy, 1981
- Perigonia Herrich-Schäffer, [1854]
- Eupyrrhoglossum Grote, 1865
- Aellopos Hübner, [1819]
- Pseudosphinx Burmeister, 1856
- Isognathus C. & R. Felder, 1862
- Erinnyis Hübner, [1819]
- Phryxus Hübner, [1819]

#### Subtribus Hemarina Tutt, 1902
- Hemaris Dalman, 1816
  - Olivgrüner Hummelschwärmer (Hemaris croatica) (Esper, 1800) E
  - Hummelschwärmer (Hemaris fuciformis) (Linnaeus, 1758) A, CH, D
  - Skabiosenschwärmer (Hemaris tityus) (Linnaeus, 1758) A, CH, D
- Cephonodes Hübner, [1819]
  - Cephonodes hylas (Linnaeus, 1771)

### Tribus Philampelini Burmeister, 1878
- Eumorpha Hübner, [1807]
- Tinostoma Rothschild & Jordan, 1903

### Tribus Macroglossini Harris, 1839

#### Subtribus Macroglossina Harris, 1839
- Sphecodina Blanchard, 1840
- Proserpinus Hübner, [1819]
  - Nachtkerzenschwärmer (Proserpinus proserpina) (Pallas, 1772) A, CH, D
- Amphion Hübner, [1819]
- Arctonotus Boisduval, 1852
- Euproserpinus Grote & Robinson, 1865
- Neogurelca Hogenes & Treadaway, 1993
- Sphingonaepiopsis Wallengren, 1858
  - Sphingonaepiopsis gorgoniades (Hübner, 1819) E
- Microsphinx Rothschild & Jordan, 1903
- Odontosida Rothschild & Jordan, 1903
  - Odontosida magnificum (Rothschild, 1894)
  - Odontosida pusillus (R. Felder, [1874])
- Antinephele Holland, 1889
- Hypaedalea Butler, 1877
- Pseudenyo Holland, 1889
- Temnora Walker, 1856
- Temnoripais Rothschild & Jordan, 1903
- Nephele Hübner, [1819]
  - Nephele comma Hopffer, 1857
- Maassenia Saalmüller, 1884
- Angonyx Boisduval, 1874
- Rethera Rothschild & Jordan, 1903
  - Rethera komarovi (Christoph, 1885) E
- Cizara Walker, 1856
- Hayesiana Fletcher, 1982
- Eurypteryx Felder
- Giganteopalpus Huwe, 1895
- Altijuba Lachlan, 1999
- Gnathothlibus Wallengren, 1858
- Philodila Rothschild & Jordan, 1903
- Daphnis Hübner, [1819]
  - Daphnis hypothous (Cramer, 1780)
  - Oleanderschwärmer (Daphnis nerii) (Linnaeus, 1758) A, CH, D
- Ampelophaga Bremer & Grey, 1853
- Clarina Tutt, 1903
- Darapsa Walker, 1856
- Eupanacra Cadiou & Holloway, 1989
- Enpinanga Rothschild & Jordan, 1903
- Elibia Walker, 1856
- Acosmerycoides Mell, 1922
- Deidamia Clemens, 1859
- Acosmeryx Boisduval, [1875]
- Micracosmeryx Mell, 1922
- Lepchina Oberthür, 1904
- Thibetia Joicey & Kaye, 1917
- Gehlenia Bryk, 1944
- Dahira Moore, 1888
- Atemnora Rothschild & Jordan, 1903
- Macroglossum Scopoli, 1777
  - Taubenschwänzchen (Macroglossum stellatarum) (Linnaeus, 1758) A, CH, D
- Leucostrophus Rothschild & Jordan, 1903

#### Subtribus Choerocampina Grote & Robinson, 1865
- Xylophanes Hübner, [1819]
  - Xylophanes chiron
- Phanoxyla Rothschild & Jordan, 1903
- Hyles Hübner, [1819]
  - Hyles cretica Eitschberger, Danner & Surholt, 1998 E
  - Hyles dahlii (Geyer, 1828)
  - Wolfsmilchschwärmer (Hyles euphorbiae) (Linnaeus, 1758) A, CH, D
  - Labkrautschwärmer (Hyles gallii) (Rottemburg, 1775) A, CH, D
  - Sanddornschwärmer (Hyles hippophaes) (Linnaeus, 1758) A, CH, D
  - Hyles lineata (Fabricius, 1775)
  - Linienschwärmer (Hyles livornica) (Esper, 1793) A, CH, D
  - Hyles nicaea (de Prunner, 1798) E
  - Hyles sammuti Eitschberger, Danner & Surholt, 1998 E
  - Hyles tithymali (Boisduval, 1834) E
  - Fledermausschwärmer (Hyles vespertilio) (Esper, 1793) A, CH, D
  - Hyles zygophylli (Ochsenheimer, 1808) E
- Rhodafra Rothschild & Jordan, 1903
- Deilephila Laspeyres, 1809
  - Mittlerer Weinschwärmer (Deilephila elpenor) (Linnaeus, 1758) A, CH, D
  - Kleiner Weinschwärmer (Deilephila porcellus) (Linnaeus, 1758) A, CH, D
- Basiothia Walker, 1856
- Chaerocina Rothschild & Jordan, 1903
- Euchloron Boisduval, [1875]
- Hippotion Hübner, [1819]
  - Großer Weinschwärmer (Hippotion celerio) (Linnaeus, 1758) A, CH, D
  - Hippotion osiris (Dalman, 1823) E
- Centroctena Rothschild & Jordan, 1903
- Pergesa Walker, 1856
- Theretra Hübner, [1819]
  - Theretra alecto (Linnaeus, 1758) E
  - Theretra boisduvalii (Bugnion, 1839)
- Griseosphinx Cadiou & Kitching, 1990
- Rhagastis Rothschild & Jordan, 1903
- Cechenena Rothschild & Jordan, 1903

## Belege